# Maximilian Dathe von Burgk
Carl Friedrich August Maximilian Freiherr Dathe von Burgk (* 23. Juni 1853 in Roßthal; † 8. November 1931 in Schönfeld) war ein deutscher Montanunternehmer und Politiker.

## Leben und Wirken
Dathe von Burgk erhielt 1882 anlässlich seiner Trauung mit Ella von Boxberg-Zschorna (* 1860; † 1931) das Schloss und Rittergut Schönfeld bei Großenhain als Hochzeitsgeschenk von seinem Vater Arthur Dathe von Burgk, dem reichen Besitzer der Freiherrlich von Burgker Steinkohlen- und Eisenhüttenwerke. Von 1882 bis 1884 ließ er das Schloss erweitern und im Stil der Neorenaissance unter Leitung des Architekten Gotthilf Ludwig Möckel umbauen. Von 1889 bis 1893 ließ er den Schlosspark als englischen Landschaftsgarten anlegen. Er war Rittmeister der Reserve in der sächsischen Armee.
Nach dem Tod des Vaters übernahm er 1897 den ausgedehnten Besitz, zu dem neben den Steinkohle- und Eisenhüttenwerken auch Rittergut Burgk, das Freigut Kohlsdorf, das Rittergut Pesterwitz, das Rittergut Roßthal und das Jochhöhschlösschen nahe Pesterwitz gehörten. Er war einer der reichsten Sachsen seiner Zeit.
Unter seiner Leitung ging die Kohleförderung jedoch aufgrund des begrenzten Lagerstättenbereiches trotz intensiver Erkundung zu Beginn des 20. Jahrhunderts immer mehr zurück. Die Förderung im Segen-Gottes-Schacht wurde 1916 eingestellt.  Nach dem Ersten Weltkrieg wurden nur noch im Glückauf- und Marienschacht unter sich stetig verschlechternden Bedingungen Kohlen gefördert. Im Jahr 1919 mussten die Burgker Werke dem auf staatlichen Druck im selben Jahr gegründeten Sächsischen Steinkohlensyndikat m.b.H. Zwickau beitreten. Ab 1929 wurden in den beiden verbliebenen Schächten die Schachtsicherheitspfeiler abgebaut. Doch auch dies konnte die Einstellung des unrentablen Bergbaus nicht mehr verhindern. Die letzten Kohlenhunte wurden auf dem Marienschacht am 11. April 1930 und auf dem Glückauf-Schacht am 14. April 1930 gefördert. Der Werksbetrieb wurde am 31. März 1930 offiziell eingestellt. Um das Weiterbestehen des Unternehmens zu gewährleisten, blieb die Brikettfabrik auf dem Gelände des Glückauf-Schachtes in Betrieb. Sie arbeitete mit Klarkohle der (Königlich) Sächsischen Steinkohlenwerke Zauckerode, die über die Windbergbahn angeliefert wurden. Weiterhin wurde zum Verkauf der Kohle eine Kohlenniederlage betrieben. Am 1. Juli 1931 trat das Unternehmen, das jetzt unter dem Namen Burgker Werke firmierte, aus dem Steinkohlensyndikat aus. Wenige Monate später starb Dathe von Burgk. Sein Grab befindet sich auf dem Friedhof in Schönfeld. Endgültig eingestellt wurde der Betrieb erst 1946.

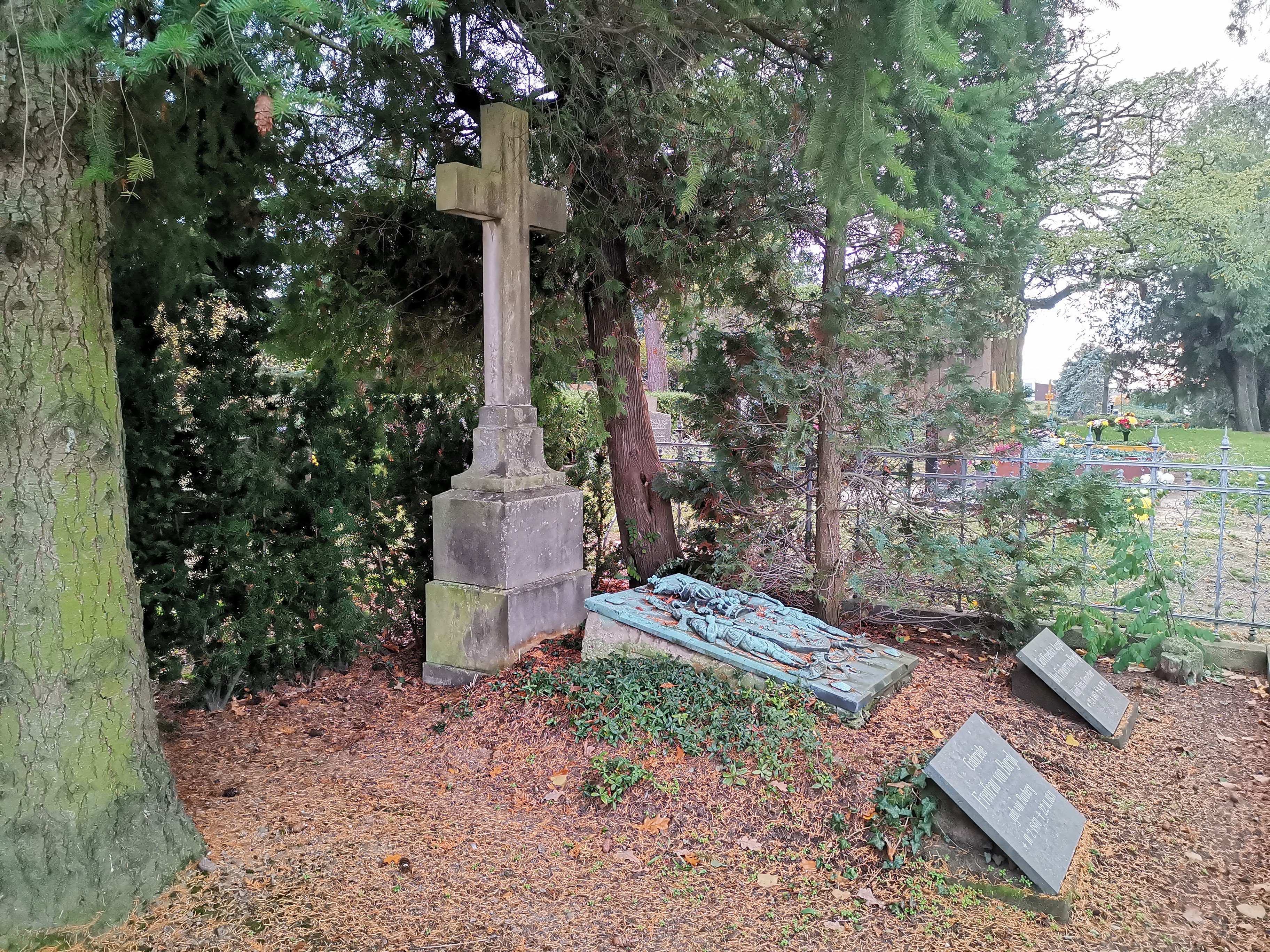
Grabstätte

Ab 1898 war Dathe von Burgk Königlich Sächsischer Kammerherr. Wie schon sein Vater gehörte er der I. Kammer des Sächsischen Landtags an. Von 1907 bis zur Abschaffung der konstitutionellen Monarchie in Sachsen im Jahre 1918 war er Abgeordneter durch königliche Ernennung.

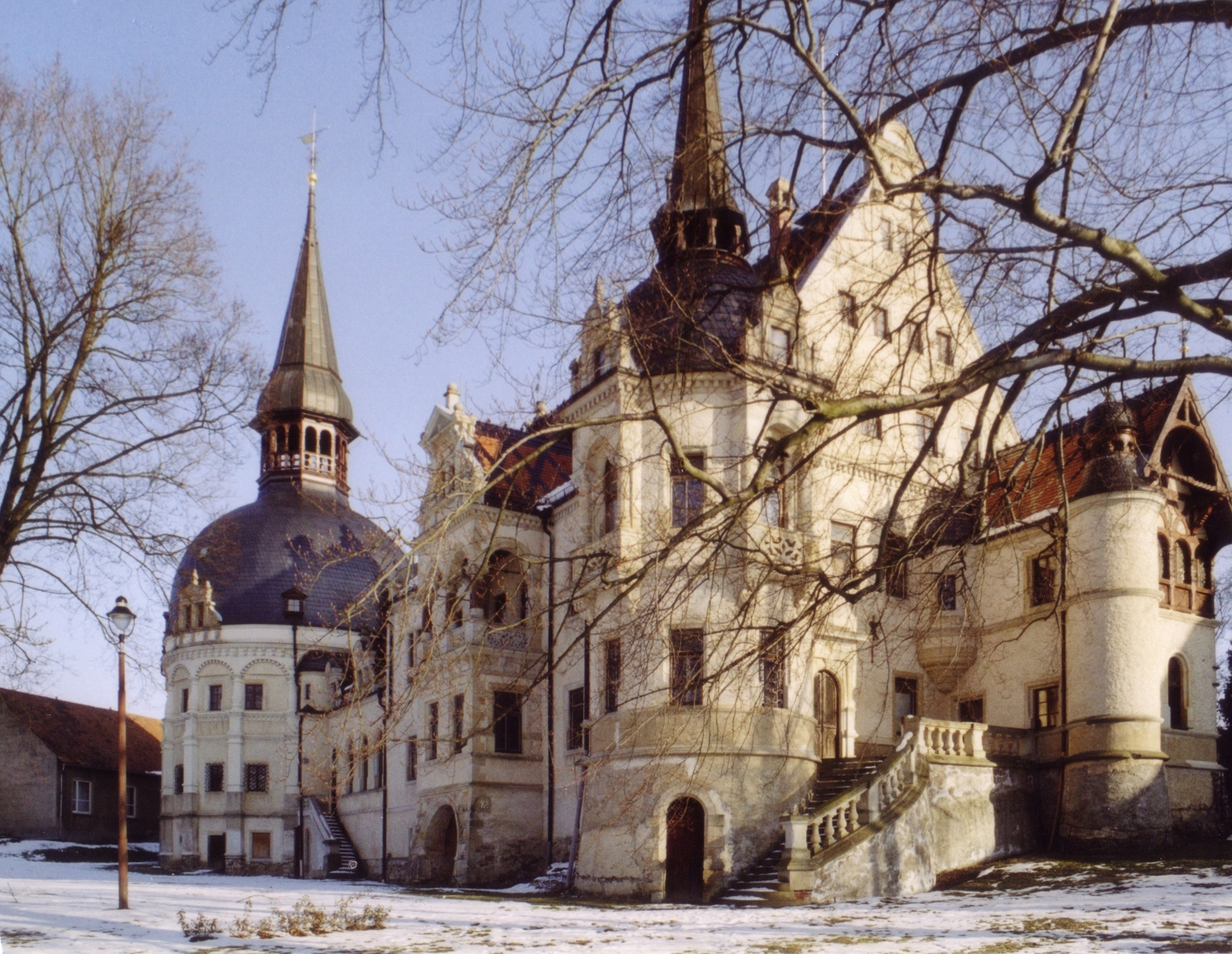
Schloss Schönfeld
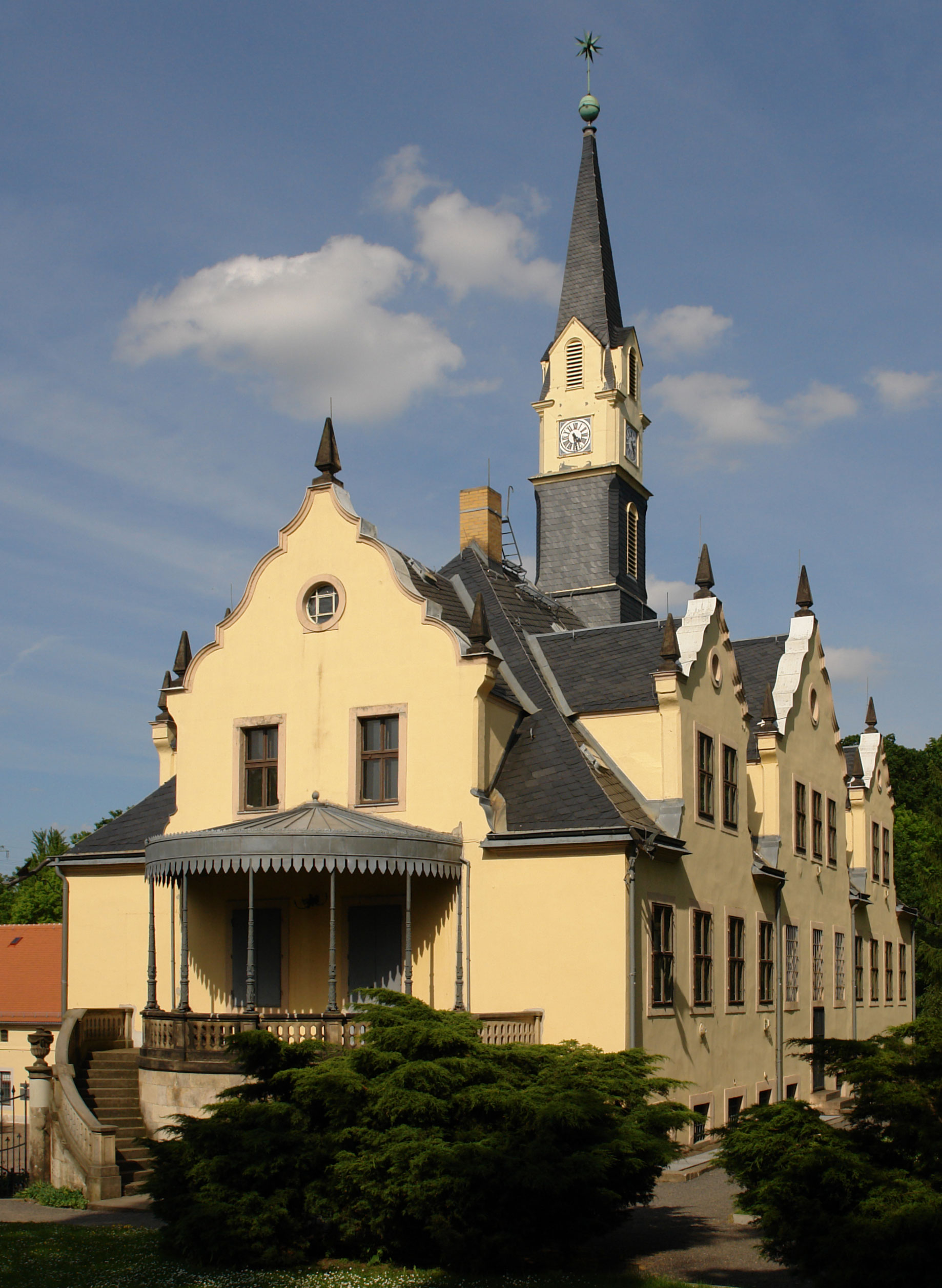
Schloss Burgk (Freital)
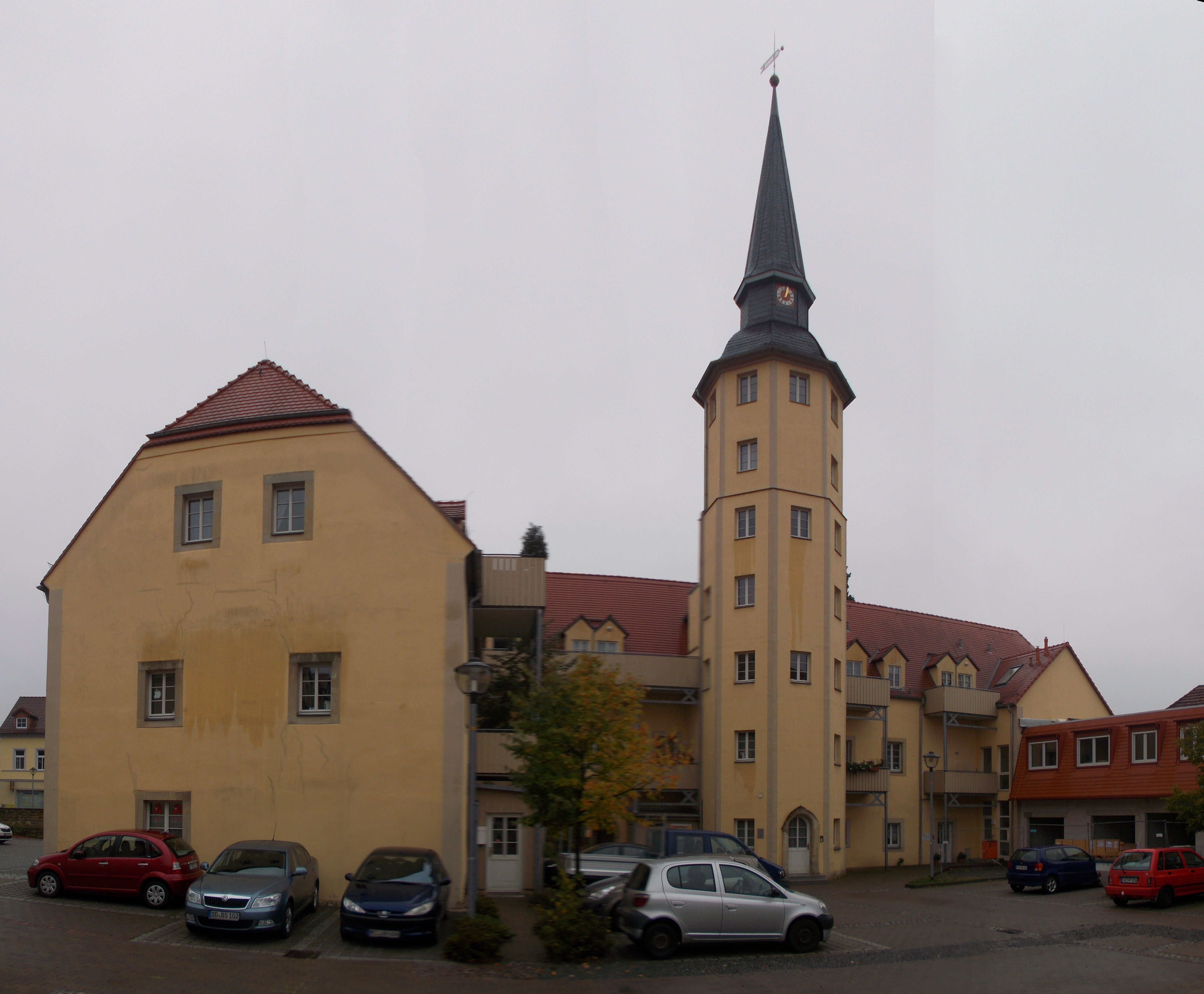
Rittergut Pesterwitz
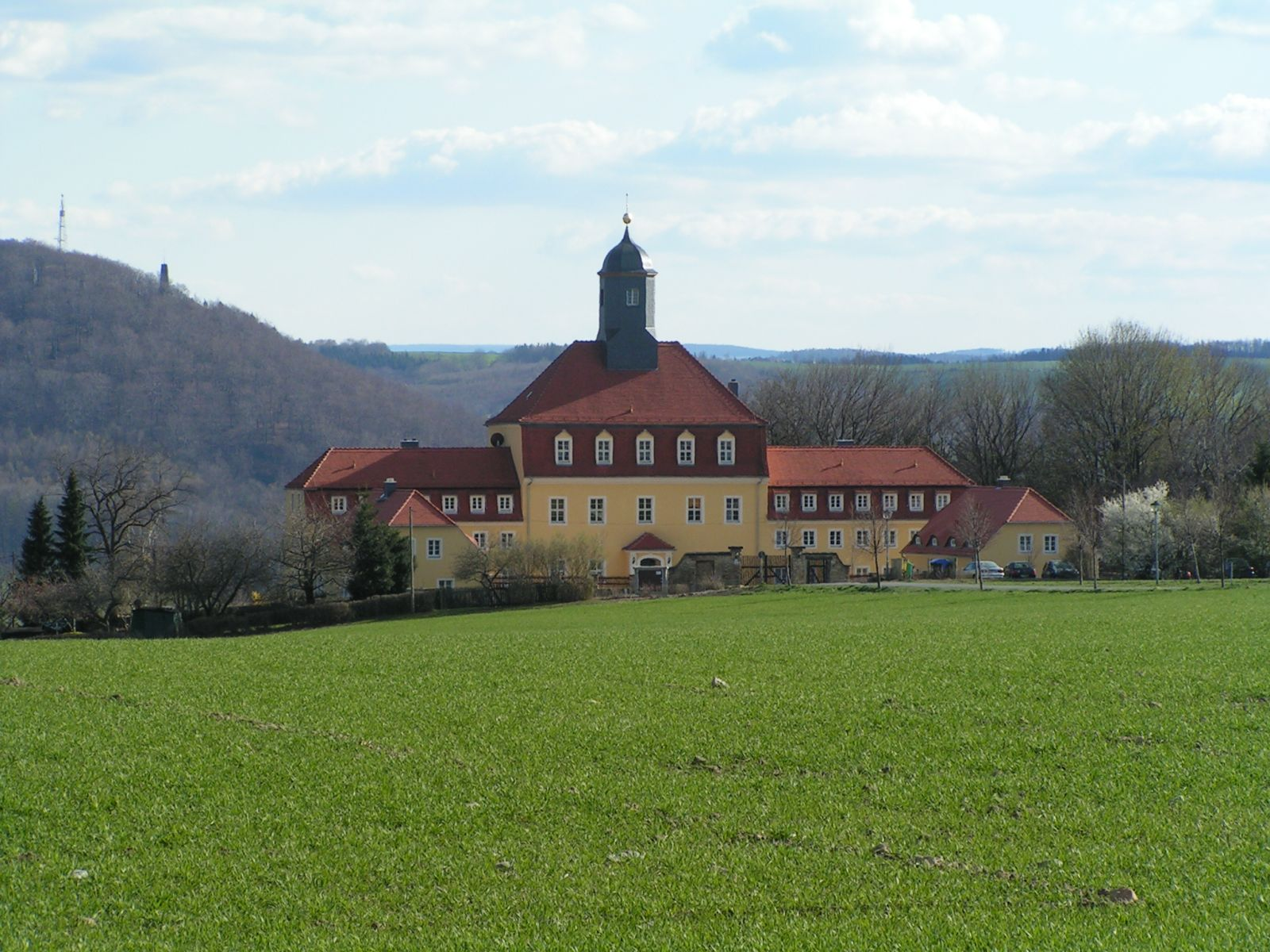
Jochhöhschlösschen in Pesterwitz
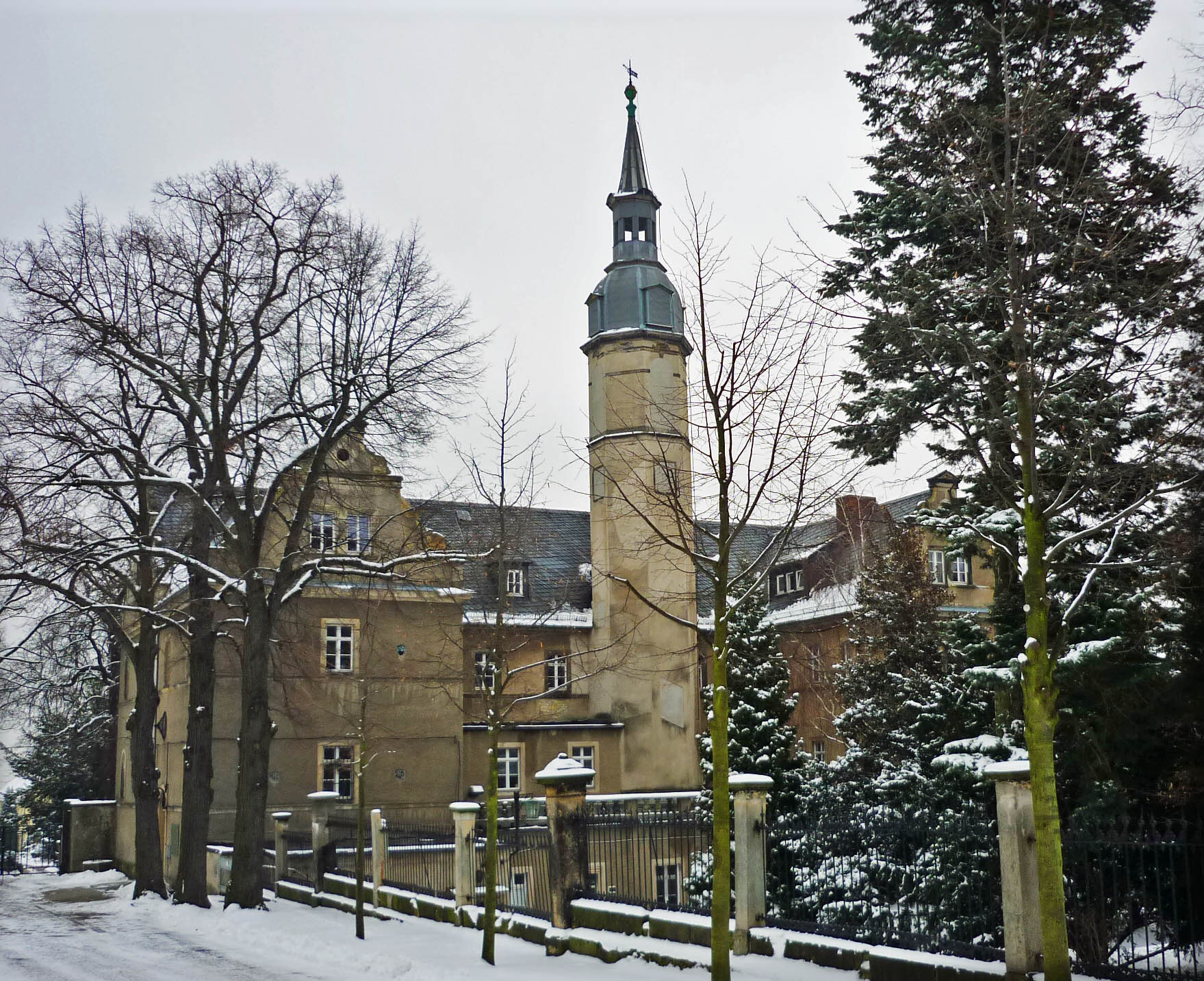
Schloss Roßthal

## Nachfahren
Mit Gabriele, Ella genannt, von Boxberg hatte Maximillian vier Kinder. Die älteste Tochter Adele ehelichte Sittich Graf vom Hagen auf Schloss Niedergebra, Tochter Therese blieb unvermählt, Tochter Elisabeth heiratete zunächst den Rittmeister Haubold von Einsiedel, der 1914 fiel, dann in zweiter Ehe den späteren Oberstleutnant a. D. Max-Albrecht von Boxberg. Erbe wurde der Landwirt Freiherr Arthur Dathe von Burgk, verheiratet mit Jutta von Nostitz-Wallwitz. Das Ehepaar adoptierte Jutta-Maria von Kistowsky, genannt Freiin von Burgk. Maximilian Dathe von Burgk hatte noch eine Schwester Margarethe, die mit dem Gutsbesitzer, Kammerherrn und Rittmeister Hans Leo von Oppel eine Familie gründete.